# 1re division blindée (Pologne)
Pour les articles homonymes, voir 1re division.
La 1re division blindée polonaise (ou 1 Dywizja Pancerna en polonais) (1942-1947) était une division polonaise qui opéra au sein des forces militaires alliées durant la Seconde Guerre mondiale. Elle a servi sur le front de l'Ouest, dans la bataille de Normandie, puis dans la libération de la Belgique et des Pays-Bas, et la prise du nord de l'Allemagne.

## Histoire

### Création
En 1939, une forte proportion de Polonais, militaires ou civils, parviennent à fuir la Pologne pour la France ou le Royaume-Uni, via la Hongrie ou la Roumanie. Après la défaite française, certains Polonais qui ont participé à la campagne de 1940, ou engagés de la dernière heure, se retrouvent en Grande-Bretagne. C'est le cas de son futur commandant, le général Stanislaw Maczek qui, après avoir combattu vaillamment sur Montbard, avait gagné l'Afrique du Nord avant de passer en Angleterre.
Dès 1940, le gouvernement polonais en exil que dirige le général Sikorski veut mettre en place des unités nationales qui combattront à l'Ouest sous commandement opérationnel britannique. C'est le cas pour la 1re division polonaise, formée de Polonais de Pologne mais aussi d'autres venus de la diaspora des États-Unis, du Canada, d'Argentine, du Brésil, d'Australie, de Belgique et bien sûr de France (une petite poignée d'entre eux est d'ailleurs originaire du Calvados).

### La Normandie

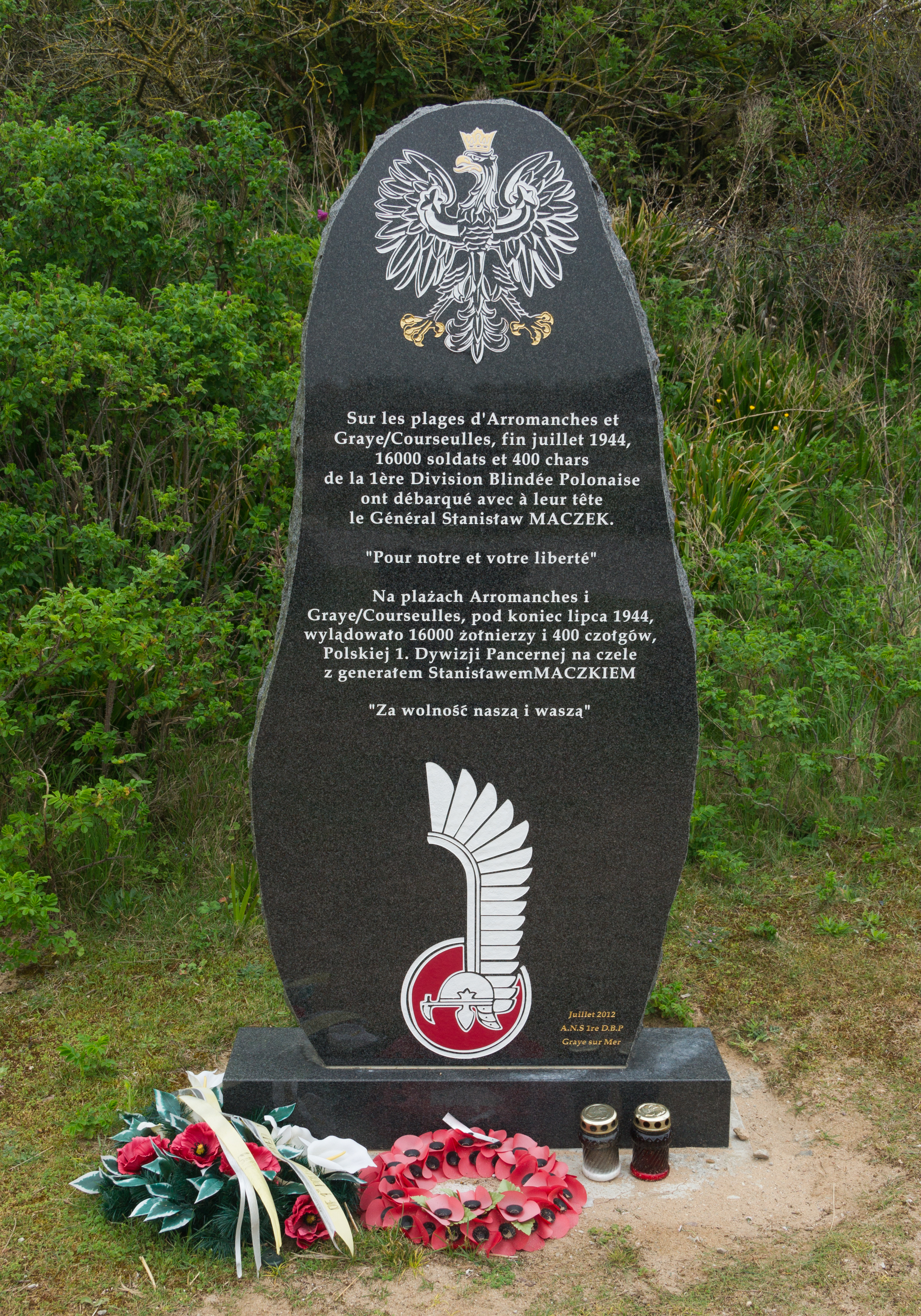
Le mémorial du débarquement de la 1re DB polonaise à Courseulles-sur-Mer (Calvados).

Dotée de matériel et d'équipement britanniques, la division débarque en Normandie à la fin du mois de juillet 1944. Elle est rattachée au 2e corps canadien (Simonds) de la 1re armée canadienne (Crerar). Le 4 août, elle est engagée dans l'opération Totalize aux côtés de la 4e DB canadienne (Kitching). Mais elle subit plusieurs pertes dues à la résistance opiniâtre d'éléments allemands et notamment de formations de la 12e SS Panzerdivision Hitlerjugend. Cependant, une intervention énergique du 24e lanciers réussit à sortir la force Worthington (4e DB) de l'encerclement.

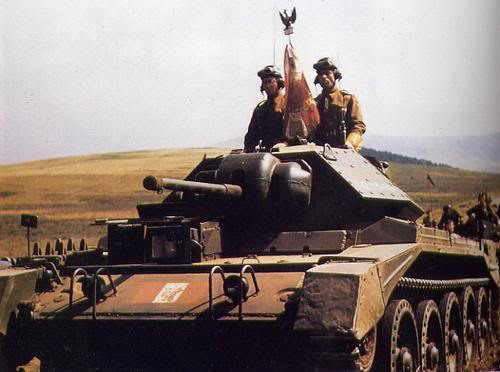
Char Crusader de la 1re division blindée polonaise à Haddington en 1943.

Les 17 et 18 août, alors que les Canadiens combattent pour la libération de Falaise, la 1re DB polonaise libère les bourgs de Jort et Morteaux-Coulibœuf. Montgomery la détourne alors de son prochain objectif, Trun, laissé aux Canadiens, pour l'orienter vers le secteur de Chambois-Coudehard, non loin d'Argentan. Le but recherché est alors de faire jonction avec le 5e corps d'armée américain de Gerow (80e DI, 90e DI et 2e DB française) qui vient du Sud. Cette jonction permettra d'encercler les restes de la 7e armée allemande (Hausser) qui tente de s'extraire de la poche de Falaise. Montgomery dit à Maczek : « Vous êtes le bouchon de la bouteille, tâchez de tenir bon ».
Maczek scinde alors sa division en trois groupes de combat :
1. Le groupement Stefanowicz (1er RB, 9e et 10e chasseurs) qui doit se porter sur le mont Ormel (nom de code « Maczuga » ce qui signifie massue), point culminant de la région qui permet de tenir les colonnes allemandes sous le feu.
2. Le groupement Koszutski (8e chasseurs, 2e RB) pour le secteur de Coudehard.
3. Le groupement Zgorzelski (10e dragons, 10e chasseurs à cheval et 24e lanciers) en direction de Chambois.

La 1re DB entame alors sa pression sur les troupes allemandes dès le 19 août. D'ailleurs, un des groupements de combat, mal guidé par un civil français qui a cru comprendre que les Polonais voulaient se diriger vers Champeaux (au lieu de Chambois), se retrouve en plein dans le QG de la 2e Panzerdivision. Un rude combat s'engage, finalement remporté par les Polonais.
Pendant ce temps, le groupement Stefanowicz atteint le mont Ormel et y attend les blindés canadiens encore aux prises avec des arrière-gardes allemandes à Saint-Lambert-sur-Dive, dont le pont sur la Dives est l'unique point de passage avec le gué de Moissy de ce fleuve, petit certes, mais très encaissé.
Le même jour, le capitaine Waters du 358e régiment de la 90e DI américaine se présente dans Chambois où il aperçoit deux officiers qu'il croit être britanniques. Ce sont en fait le major Zgorzelski et l'un de ses subordonnés. La poche de Falaise est alors « physiquement » fermée.

Américains et Polonais vont passer les deux jours suivant à repousser avec acharnement des contre-attaques venues du camp d'en face.

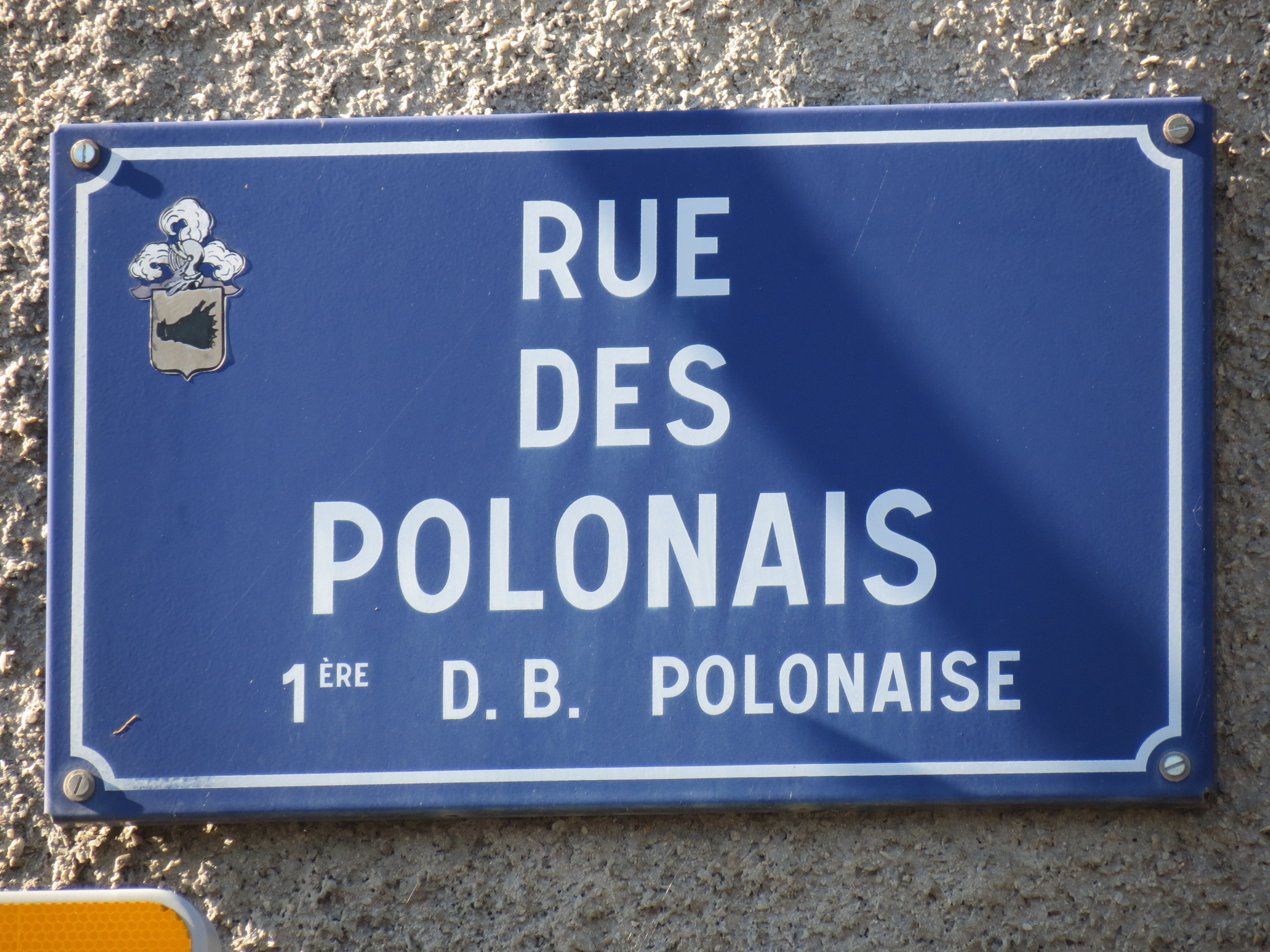
Rue des Polonais, à Chambois.

Néanmoins, le groupement Stefanowicz (environ 2 000 hommes) est toujours isolé sur son promontoire dominant le « Couloir de la mort » au milieu de 100 000 Allemands en retraite. Apprenant cela, Hausser, en relation avec von Kluge, Eberbach (5e Panzerarmee), Bittrich (2e corps blindé SS) et Meindl (2e corps de parachutistes) ordonne de forcer le passage par une contre-attaque conjointe. Le 2e corps de parachutistes (353e DI et 3e division de paras) lancera une contre-attaque depuis l'extrémité Est de la poche sur Coudehard, tandis que des « Kampfgruppen » des 2e division SS Das Reich (Baum) et 9e panzerdivision SS Hohenstauffen (Bock) forceront le secteur polono-canadien. Le 21 août, après une minutieuse et efficace préparation d'artillerie, les restes du SS-Panzergrenadier Regiment 4 « Der Führer » (2e SS), appuyés par des blindés, s'élancent sur les pentes du Mont-Ormel en chantant « Deutschland über alles » (authentique).
Un combat digne de la Grande Guerre s'engage alors. Isolés, les Polonais de Stefanowicz (qui ne tarde pas à être blessé) repoussent plusieurs fois les Waffen-SS. Cependant, les munitions commencent à manquer, les Polonais se battent alors au couteau, à la baïonnette, au casque, à mains nues voire à la bouteille. Un officier de chasseurs va jusqu'à ordonner à ses hommes de ne tirer qu'à bout portant sur les Allemands. Dans les sous-bois, on voit même se produire des duels à la grenade d'arbre en arbre. Toutefois, une troisième contre-attaque engage alors les restes du 2e corps de parachutistes sur Coudehard. Cette fois-ci, avec la pression combinée des Panzer SS, les Polonais doivent lâcher prise sur plusieurs secteurs. Sur le mont Ormel, Stefanowicz, alarmé dit à ses officiers : « Messieurs, c'est la fin, il est inutile de se rendre aux SS. Mourons pour la Pologne et la civilisation. »
Le 22 au matin, les chars canadiens du 22e RB (Canadian Grenadier Guards) dégagent enfin Saint-Lambert-sur-Dives et parviennent aux pieds des coteaux du Mont-Ormel. C'est alors que, n'y tenant plus, les chasseurs à pied s'élancent en hurlant dans une furieuse contre-attaque qui brise l'isolement. Des soldats canadiens affirment que des fantassins polonais leur sont tombés dans les bras en pleurant. La bataille de Normandie est terminée. La 1re DB polonaise a perdu près de 2 000 hommes depuis le début de son engagement. Sur le mont Ormel, on a relevé plus de 100 tués, près de 1 000 blessés et seulement une soixantaine d'hommes étaient encore en état de combattre. Les Canadiens n'ont pas tardé à parler de « Polish battlefield » (champ de bataille polonais).
Le « bouchon » a tenu bon, mais la lenteur des Canadiens et aussi les réticences de Bradley de lancer ses unités plus au nord ont permis aux meilleures unités allemandes et à un nombre non négligeable d'officiers supérieurs de s'échapper (Meindl, Hausser…)

Le sacrifice des Polonais n'a cependant pas été vain, puisqu'il a permis aux Alliés de faire définitivement sauter le verrou normand. S'ils ont perdu des effectifs, les hommes de Maczek ont aussi rendu coup pour coup à l'ennemi, de par leur ardeur au combat, leur courage et l'esprit de revanche qui les animait. Pour ce fait d'armes, le général Maczek sera fait grand officier de la Légion d'honneur de par le souhait du général de Gaulle.

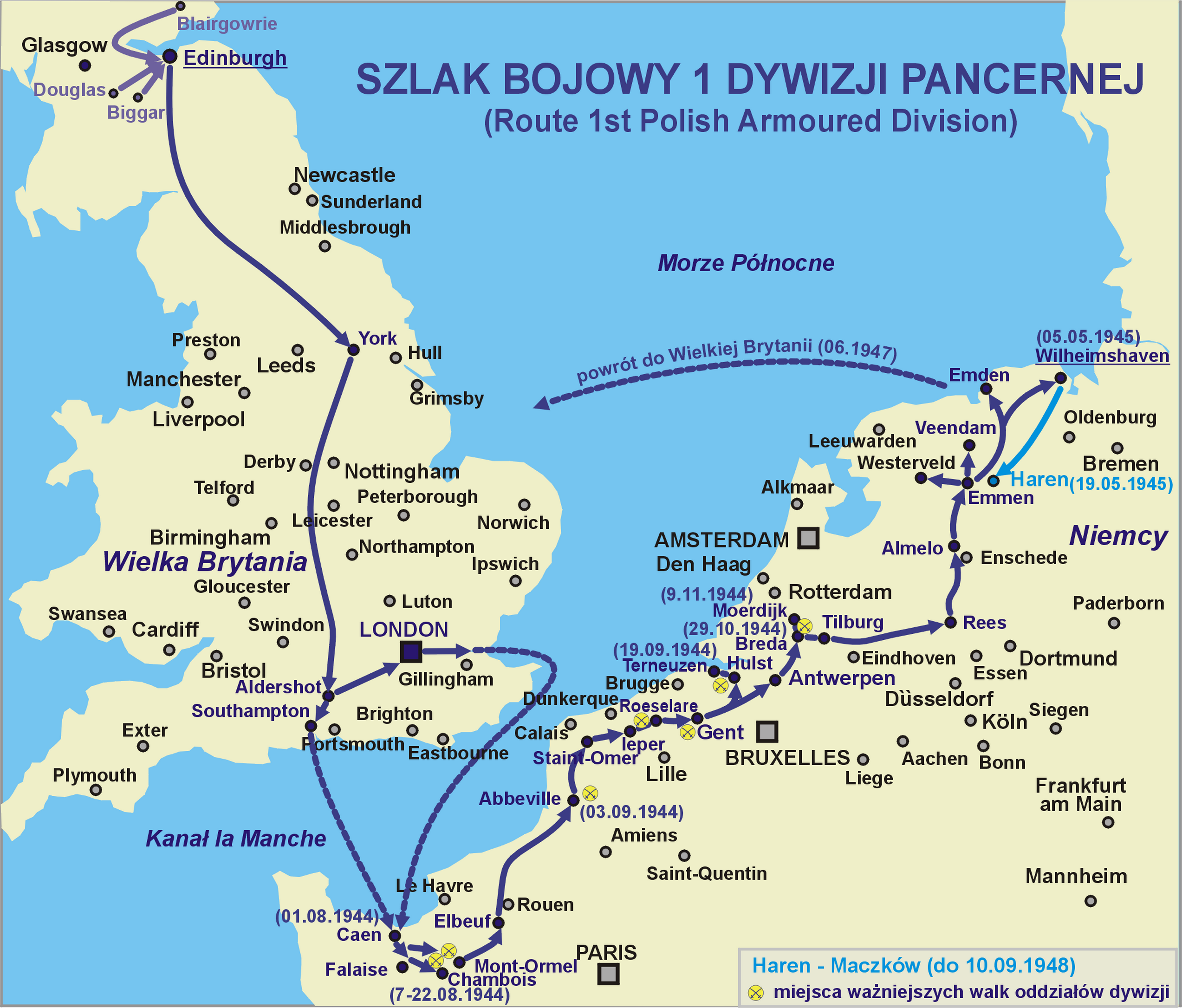
Campagne de la 1re division blindée polonaise sur le front de l'Ouest.

### Nord de la France, Belgique et Pays-Bas, fin de la guerre

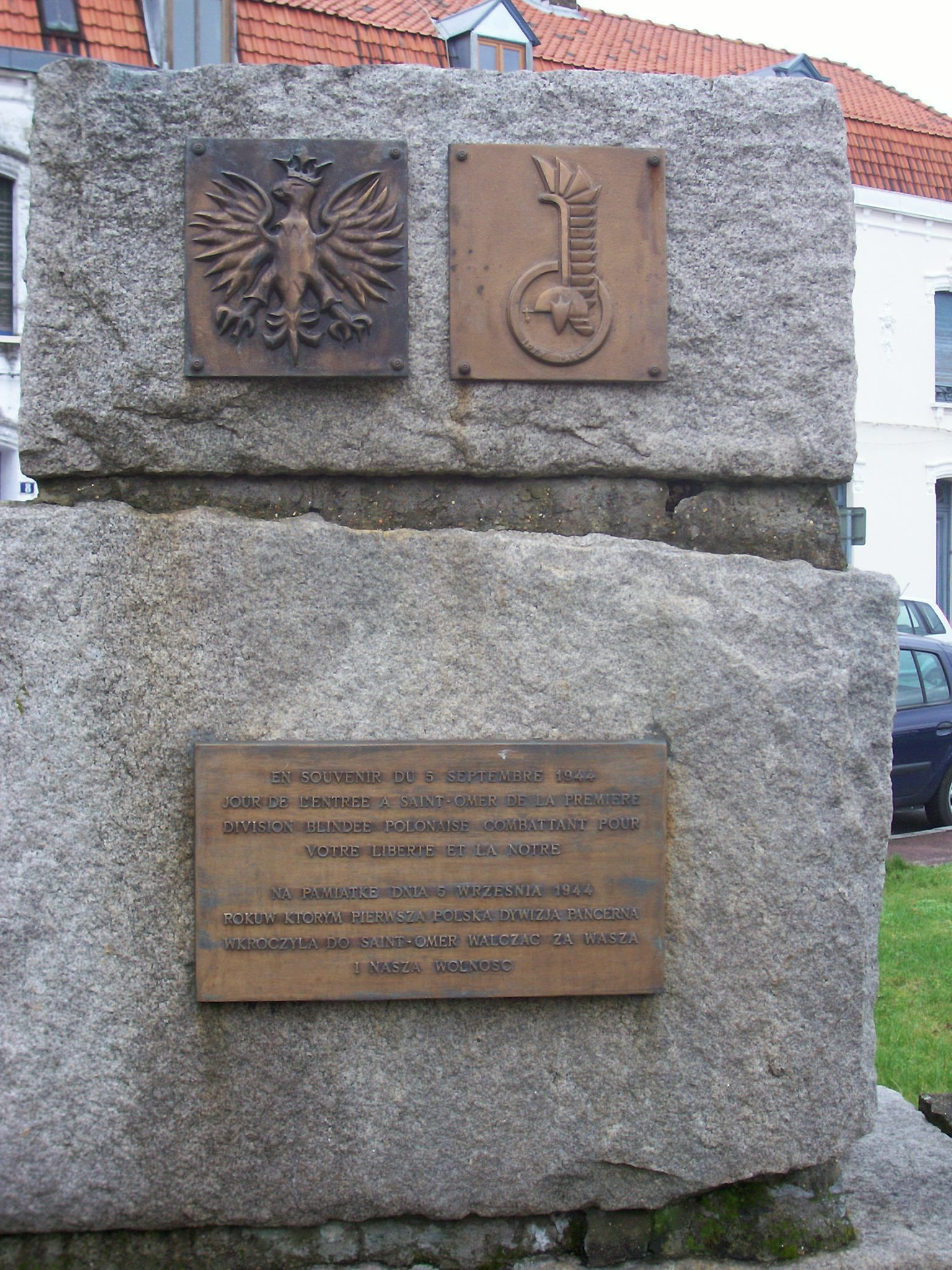
Souvenir à Saint-Omer à la 1re division blindée

Fin août 1944, toujours incorporée à la 1re armée canadienne, la division passe la Seine, libère Abbeville en septembre 1944 (Maczek en sera fait citoyen d'honneur), Le Parcq et ses environs et Saint-Omer et se dirige vers la Belgique où elle délivre Ypres. Elle participe à la bataille de l'Escaut. Durant l'hiver 1944-1945, elle est faiblement engagée face à la contre-offensive allemande des Ardennes. C'est lors d'un accrochage que meurt le prince André Poniatowski, descendant du maréchal de Napoléon.
En mars-avril 1945, la division participe à la libération des Pays-Bas, notamment de Breda, et termine la guerre par la prise, le 5 mai 1945, du port allemand de Wilhelmshaven, où elle recueille d'ailleurs un nombre important de prisonniers polonais.

### Après la guerre
Les accords de Potsdam ont stipulé que la Pologne serait placée dans la zone soviétique avec un gouvernement d'unité nationale. Mais rapidement les communistes prennent le pouvoir. Les Polonais ayant combattu à l'Ouest se retrouvent déchus de leur nationalité.
La division blindée polonaise ne sera pas invitée à participer au défilé de la Victoire allié le 8 juin 1946 à Londres.

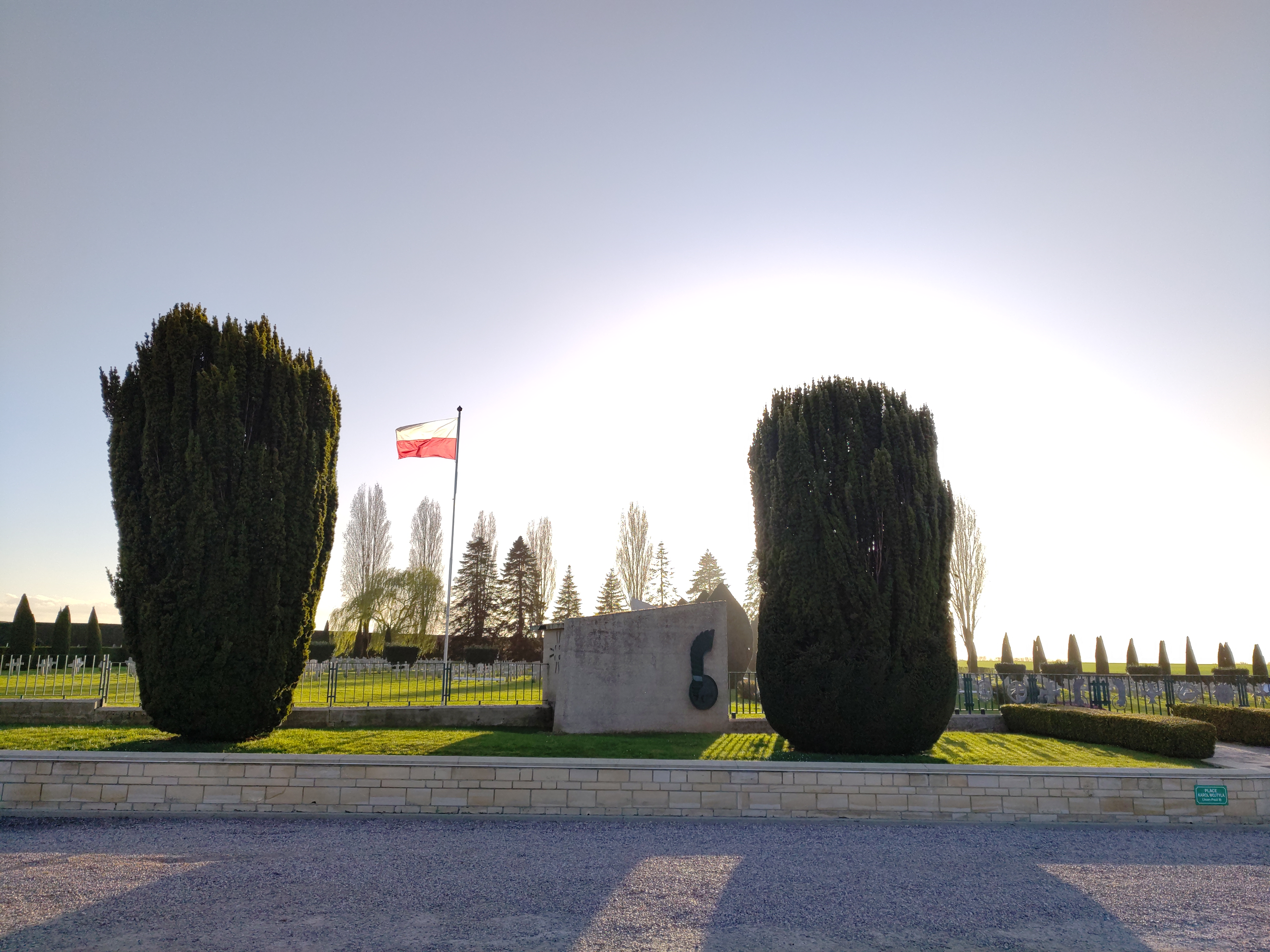
Vue du cimetière militaire polonais de Langannerie

On sait maintenant qu'un nombre important de soldats de la 1re division blindée ont pu retourner en Pologne. Le reste, la grande majorité, choisit l'exil dans plusieurs pays d'Occident. Beaucoup ont connu une difficile réinsertion, à l'image du général Stanislaw Maczek qui, mis prématurément à la retraite, termina sa vie active comme vendeur de journaux et comme barman à Édimbourg.
Les soldats de la division tombés au combat reposent désormais dans le cimetière de Grainville-Langannerie, dans le Calvados entre Caen et Falaise et au cimetière polonais de Breda.
Aujourd'hui, la 1re division blindée est devenue une unité de référence au sein des nouvelles forces armées polonaises.

## Composition
La 1re division polonaise qui deviendra 1re division blindée polonaise est placée sous les ordres du général Maczeck. Elle est formée à la britannique, une brigade blindée, une brigade d'infanterie motorisée, une forte artillerie ainsi que les services auxiliaires de maintenance, du génie, de transmission et d'approvisionnement. La division s'entraîne durant près de quatre ans en Écosse. En 1944, elle compte plus de 13 000 hommes. C'est une unité de tradition, son insigne, un casque ailé, rappelle les hussards polonais qui furent de redoutables combattants durant près de trois siècles contre les Cosaques et les Turcs.
Détail :

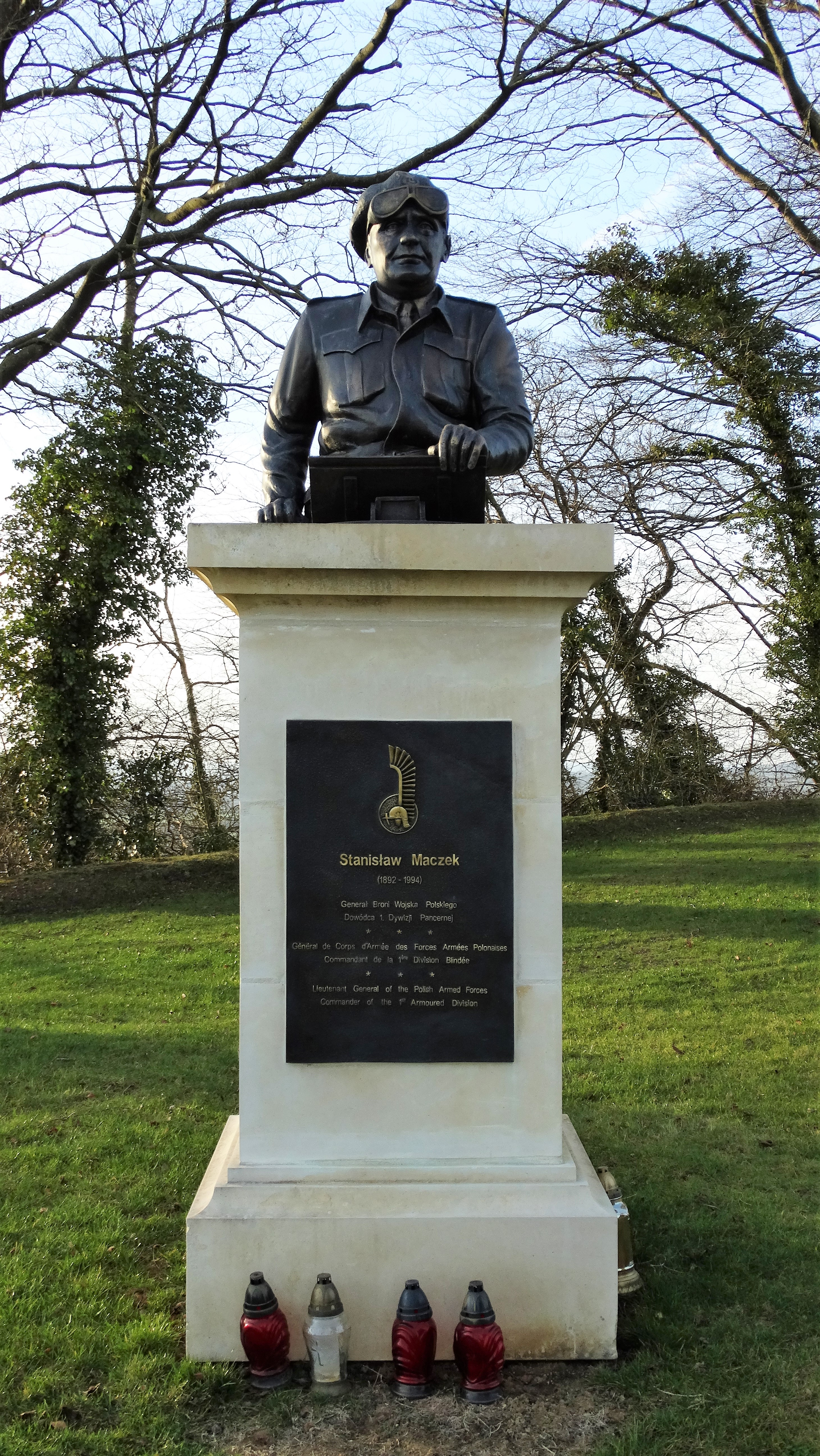
Buste du général polonais Stanisław Maczek, commandant de la 1re DB, au mémorial de Montormel (Orne).

- Commandant : général Stanisław Maczek
  - 10e régiment de chasseurs à cheval ; reconnaissance blindée (lieutenant-colonel Maciejewski, major J.Wasilewski)
- 10e brigade de cavalerie (colonel T.Majewski)
  - 1er régiment blindé (lieutenant-colonel A. Stefanowicz)
  - 2e régiment blindé (lieutenant-colonel S.Koszutski)
  - 24e régiment de lanciers (lieutenant-colonel W.Kanski)
  - 10e régiment de dragons (major W. Zgorzelski)
- 3e brigade d'infanterie (colonels Franciszek Skibinski, puis Wladysław Dec)
  - 8e bataillon de chasseurs à pied « chemises sanglantes »
  - 9e bataillon de chasseurs à pied « chasseurs des Flandres »
  - 1er bataillon de chasseurs de Podhale (bataillon vétéran de Narvik)
  - Escadron Indépendant de Mitrailleuses lourdes (CKM szwadron Ciężkich Karabinów Maszynowych)
- artillerie divisionnaire (colonel B.Noël)
  - 1er régiment d'artillerie
  - 2e régiment d'artillerie
  - 1er régiment d'artillerie antichar
  - 1er régiment d'artillerie antiaérien

La division est dotée de matériel et d'équipement britanniques (armes individuelles, artillerie et mortiers, Bren Carriers, Scout Cars, chars Cromwell attribués au régiment de reconnaissance, Sherman Firefly) et américains (chars Sherman M4, Half-tracks)

## Mémoire
Il existe en France une Association nationale du souvenir de la 1re division blindée polonaise, dont le président est Jean-Pierre Ruault. Le dernier vétéran de la première division armée polonaise, président d'honneur de l'organisation, Edouard Podyma, né en 1922, est mort le 28 décembre 2018.

### Sources
- Ordre de bataille de la 1ère division blindée polonaise en 1944 - D-Day Overlord

- Le mémorial de Montormel (Orne)
- L’épopée de la 1re division blindée polonaise, S.Brière et M.Pépin. Éditions Yrec
- Georges Bernage, Le couloir de la mort, Heimdal, 2007, Bayeux
- Jean Bouchery, Les Alliés sous l'uniforme anglais, Histoire & Collections 2012 Paris  (ISBN 978-235250-190-9), p. 108
- Jacques Wiacek, Histoire de la 1re division blindée polonaise - 1939-1945 l’odyssée du Phénix, YSEC EDITIONS, 24 janvier 2019 , (ISBN 9782846733168), 416 pages